# Två hjärtan och en skuta
Två hjärtan och en skuta är en svensk dramafilm från 1932 i regi av Gösta Rodin.

## Om filmen
Filmen premiärvisades 5 november 1932 på biograf Astoria i Stockholm. Den spelades in vid Filmateljén i Segeltorp Norrtälje av Carl Halling. Som förlaga har man en novell av Gösta Rodin.

## Rollista i urval
- Gideon Wahlberg - Napoleon Svensson, kapten
- Björn Berglund - Gustaf, hans son
- Doris Nelson - fru Mia Karlsson
- Birgit Sergelius - Karin, hennes dotter
- Aina Rosén - Mary Berg
- Edvard Persson - Johansson
- John Melin- Kalle, matros
- Eric Gustafsson - Knorring, direktör
- Carin Swensson

## Musik i filmen
- De' ä' kvinnans hemlighet, kompositör Ernfrid Ahlin, text Folkelin
- Dynamiden, op. 173, kompositör Josef Strauss
- På tu man hand med dej, kompositör Ernfrid Ahlin, text Jean Ernst och Folkelin
- Rudolfsklänge, op. 283, kompositör Josef Strauss
- Skärgårdsfröjd, kompositör Knut-Johan, text Hösterman
- Säg mig godnatt, kompositör Jack Stanley, text Harry Barding
- Tag dessa röda rosor, kompositör Ernfrid Ahlin, text Jean Ernst och Folkelin